# Штейнмец, Карл Фридрих фон
Карл Фридрих фон Штейнмец (нем. Karl Friedrich von Steinmetz; 1796—1877) — прусский генерал-фельдмаршал.

## Биография
Родился 25 декабря 1796 года в Эйзенахе, образование получил в Кульмерском и Берлинском кадетских корпусах.
В кампаниях 1813 и 1814 годов Штейнмец в качестве лейтенанта 1-го пехотного полка корпуса Йорка принимал участие во многих боях с французами и за отличие был награждён Железным крестом.
В 1819 году был переведён во 2-й гвардейский полк, в котором прослужил недолго, поскольку в следующем году был прикомандирован к Белинскому военному училищу; в 1824 году был зачислен в Топографический департамент прусского генерального штаба. В 1828 году произведён в капитаны. Получив в 1839 году чин майора, Штейнмец был назначен командиром Дюссельдорфского батальона ландвера и в 1841 году — командиром резервного гвардейского батальона Шпандау.
В кампании 1848 года против датчан Штейнмец командовал батальоном во 2-м и затем в 32-м пехотных полках и за отличие был награждён орденом «Пур ле Мерит». По окончании военных действий Штейнмец получил чин подполковника и в 1851 году был назначен директором Берлинского кадетского корпуса. В 1854 году он был произведён в полковники и назначен военным комендантом Магдебурга, вслед затем он стал генерал-майором и через полгода генерал-лейтенантом и получил в командование 1-ю дивизию в Кенигсберге. С 1862 года командовал 2-м армейским корпусом и с 1864 года — 5-м армейским корпусом.
Во главе 5-го армейского корпуса Штейнмец принял участие в войне с Австрией и одержал победы при Находе, Скалице и Швайншеделе. Также он внёс свой вклад и в решающую победу в сражении при Кёниггреце. С той поры Штейнмец наряду с Мольтке-старшим стал считаться одним из блестящих прусских полководцев.
С началом франко-прусской войны Штейнмец получил в командование 1-ю армию и с ней сражался при Шпихерне и Коломбее. Во время битвы при Гравелоте необдуманные действия Штейнмеца привели к огромным потерям среди прусских войск и его армия была поставлена в прямое подчинение принцу Фридриху Карлу. Во время осады Меца разногласия между принцем и Штейнмецем привели к окончательному устранинию последнего от руководства боевыми действиями и Штейнмец был удалён с театра войны и назначен генерал-губернатором в Познань. 27 декабря 1870 года русский император Александр II пожаловал Штейнмецу орден св. Георгия 3-й степени (№ 518 по кавалерском спискам)
В воздаяние отличной храбрости и мужества, оказанных во время военных действий германских войск во Франции.
Сразу после окончания войны Штейнмец получил чин фельдмаршала и вышел в отставку, жил в Герлице.
Скончался Штейнмец 4 августа 1877 года в Бад-Ландеке, где находился на лечении.

## Награды
Германской империи:
- Железный крест 2-го класса (31 марта 1814)[1]
- Железный крест 1-го класса (1870)[2]
- Орден «Pour le Mérite» (19 сентября 1848), дубовые листья к ордену (16 июня 1871)[3]
- Королевский орден Дома Гогенцоллернов командорский крест (18 января 1856)[4]
- Орден Красного орла 1-го класса (18 октября 1861)
- Орден Короны 1-го класса с датой 50 лет (3 марта 1863); эмалированная лента ордена Красного орла и дубовые листья к ордену (1865)[5]
- Орден Красного орла большой крест с дубовыми листьями и мечами (15 июля 1866)[6]
- Орден Чёрного орла (15 июля 1866); цепь к ордену (1867)[7]
- Княжеский орден Дома Гогенцоллернов почётный крест 1-го класса с мечами [8]
- Династический орден Альбрехта Медведя командорский крест 2-го класса[8] (12 марта 1848)
- Крест «За военные заслуги» (Мекленбург-Шверин)[нем.] 1-го класса[8]
- Австрийский Императорский орден Леопольда командорский крест (Австро-Венгрия)[8]

Российской империи:
- Орден Святого Александра Невского с бриллиантовыми знаками[8]
- Орден Святого Георгия 3-й степени (22 декабря 1870)